# Tournoi de France (Frauenfußball)
Das Tournoi de France („Frankreich-Turnier“) war ein Einladungs-Fußballwettbewerb für Frauen-Nationalteams, der vom französischen Fußballverband FFF organisiert und erstmals im Frühjahr 2020 ausgetragen wurde. Es gehörte zu dem Maßnahmenpaket (Plan de Féminisation de Football), mit dem der Verband die weitere Verankerung des Frauenfußballs in der öffentlichen Wahrnehmung voranbringen wollte, die er seit 2011 unter seinem Präsidenten Noël Le Graët aktiv betrieb. Gleichzeitig erinnerte die erste Austragung an den 50. Jahrestag der offiziellen Anerkennung des Frauenfußballs durch die FFF (März 1970). Aufgrund der Verdichtung des internationalen Terminkalenders durch die Einführung der Nations League auch für Frauen beschloss der Verband, das Turnier ab 2024 nicht mehr auszurichten.
Dieser in Turnierform konzipierte Wettbewerb stand vom Austragungszeitpunkt her in Konkurrenz mit mehreren anderen, jährlich stattfindenden Frauenturnieren, namentlich dem Algarve-Cup (bereits seit 1994), dem Zypern-Cup (seit 2008) und dem SheBelieves Cup in den USA (seit 2016). Das Tournoi de France fand jährlich in einer anderen französischen Region statt.
Die drei Austragungen (2020, 2022 und 2023) entschieden die Gastgeberinnen für sich, zweimal vor den Niederlanden und einmal vor Dänemark.
Ein gleichnamiges Turnier, allerdings für Männer-Nationalmannschaften, hatte die FFF bereits 1988 sowie, im Vorfeld der Weltmeisterschaft im eigenen Land, 1997 ausgerichtet.

## Das Turnier 2020

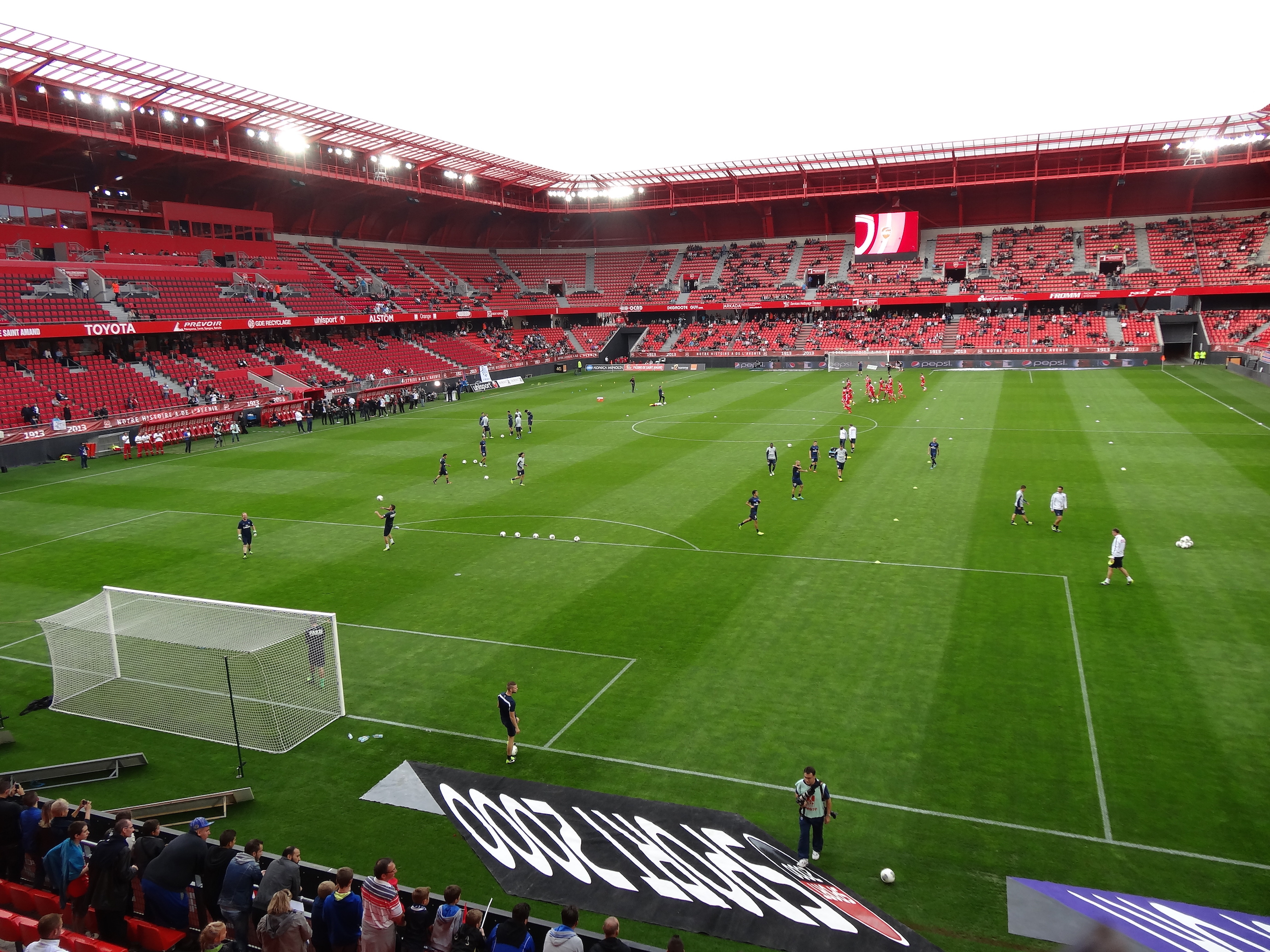
Stade du Hainaut

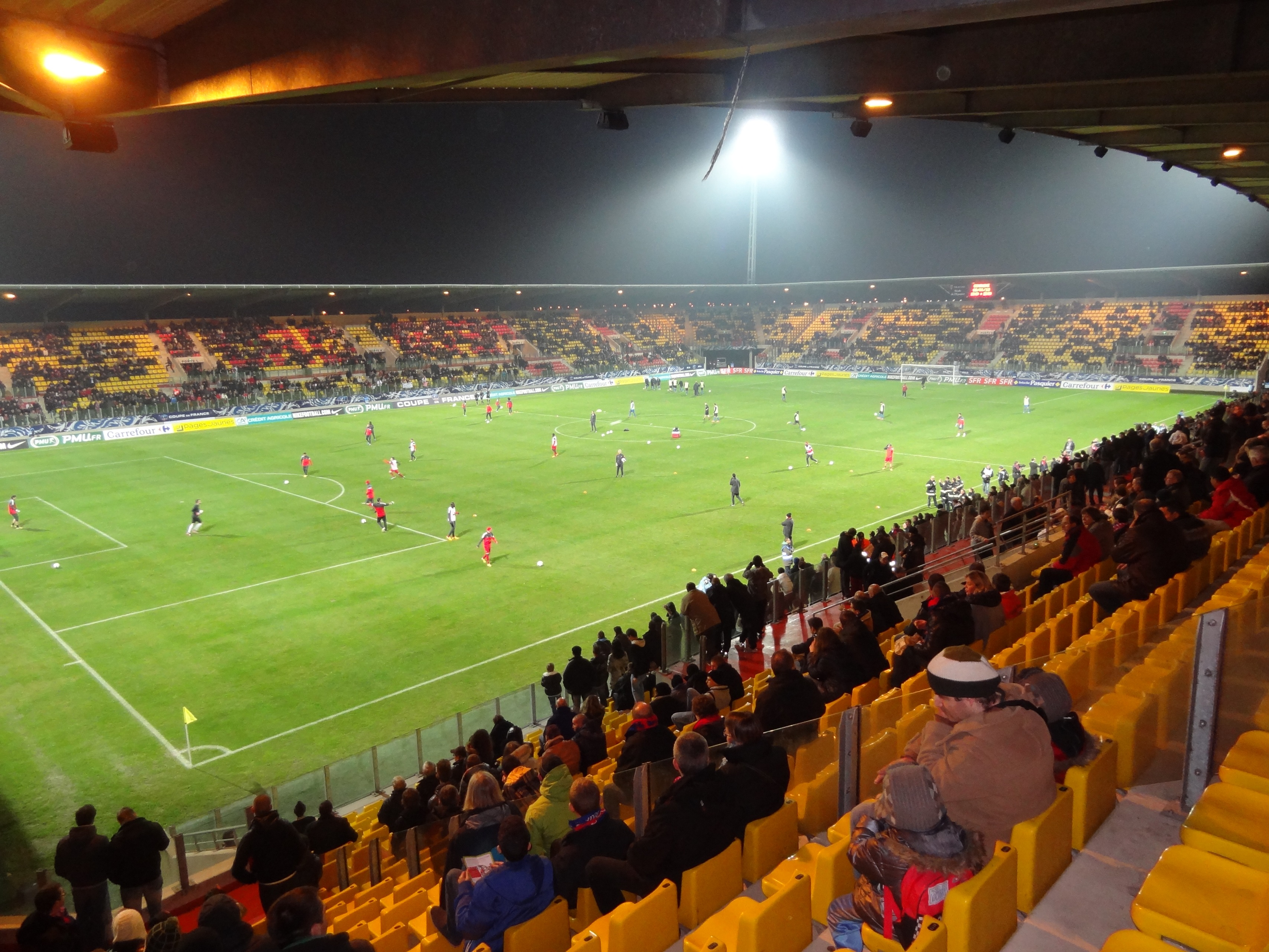
Stade de l’Épopée

Trotz der eingangs erwähnten Konkurrenz mit anderen Turnieren gelang es, für die Erstaustragung drei starke Gegnerinnen zu gewinnen. Die Französinnen, zum Jahreswechsel 2019/2020 Viertplatzierte der FIFA-Weltrangliste, trafen im Eröffnungsspiel auf Kanada (Rang 8), anschließend auf Brasilien (Rang 9) und abschließend auf die amtierenden Europameisterinnen aus den Niederlanden (Rang 3). Im Unterschied zu den Gastgeberinnen haben sich diese drei Teams für das olympische Fußballturnier im Sommer des Jahres qualifiziert.
Als Spielorte wurden die rund 160 km auseinander liegenden nordfranzösischen Städte Valenciennes (Stade du Hainaut für 24.920 Zuschauer) und Calais (Stade de l’Épopée, das eine Kapazität von 12.430 Plätzen aufweist) ausgewählt.
Obwohl alle sechs Begegnungen im französischen Fernsehen live übertragen wurden – diejenigen mit französischer Beteiligung auf W9, die anderen auf der Streamingplattform von M6 –, hatten Mitte Januar in den ersten 24 Stunden nach Beginn des freien Verkaufs bereits 17.000 Karten ihren Abnehmer gefunden. Allerdings hatte die FFF auch sehr moderate Eintrittspreise (ab vier Euro, alle drei Spiele in Valenciennes für 52 Euro) erhoben.
Das Turnier wurde ungeachtet der sich auch in Frankreich ausbreitenden COVID-19-Pandemie pünktlich eröffnet. Allerdings entschied die französische Sportministerin Roxana Mărăcineanu am 9. März, dass die beiden letzten Begegnungen am Tag darauf vor leeren Rängen ausgetragen werden müssen.
| Pl. | Frauschaft    | Sp. | S | U | N | Tore    | Diff. | Punkte |
| --- | ------------- | --- | - | - | - | ------- | ----- | ------ |
| 1.  | Frankreich    | 3   | 2 | 1 | 0 | 005:300 | +2    | 07     |
| 2.  | Niederlande   | 3   | 0 | 3 | 0 | 003:300 | ±0    | 03     |
| 3.  | Kanada (a)    | 3   | 0 | 2 | 1 | 002:300 | −1    | 02     |
| 3.  | Brasilien (a) | 3   | 0 | 2 | 1 | 002:300 | −1    | 02     |

| Mittwoch, 4. März 2020, 17:00 Uhr in Calais (7.054 Z.)         |   |             |           |
| Frankreich                                                     | – | Kanada      | 1:0 (0:0) |
| Mittwoch, 4. März 2020, 19:00 Uhr in Valenciennes (6.199 Z.)   |   |             |           |
| Niederlande                                                    | – | Brasilien   | 0:0       |
| Sonnabend, 7. März 2020, 19:00 Uhr in Calais (989 Z.)          |   |             |           |
| Kanada                                                         | – | Niederlande | 0:0       |
| Sonnabend, 7. März 2020, 21:00 Uhr in Valenciennes (17.022 Z.) |   |             |           |
| Frankreich                                                     | – | Brasilien   | 1:0 (0:0) |
| Dienstag, 10. März 2020, 19:00 Uhr in Calais (ohne Z.)         |   |             |           |
| Brasilien                                                      | – | Kanada      | 2:2 (2:0) |
| Dienstag, 10. März 2020, 21:00 Uhr in Valenciennes (ohne Z.)   |   |             |           |
| Frankreich                                                     | – | Niederlande | 3:3 (1:2) |

Beste Torschützin wurde Valérie Gauvin (Frankreich) mit zwei Treffern. Je einmal erfolgreich waren ihre Mitspielerinnen 
Viviane Asseyi, Griedge Mbock Bathy und Ouleymata Sarr, für Brasilien Marta und Ludmila, die Kanadierinnen Diana Matheson und Janine Beckie sowie für die Niederlande – alle in der Partie gegen die Gastgeberinnen und Turniersiegerinnen  – Lynn Wilms, Sherida Spitse und Lieke Martens.

## Das abgesagte Turnier 2021
Ob es angesichts der im Vergleich zum Vorjahr noch kritischeren pandemischen Situation 2021 – das Zeitfenster für solche Turniere wurde auf den Zeitraum 15. bis 24. Februar vorgezogen – zu einer Neuauflage kommt, war lange unklar. Neben der Frage, ob man eine solche Veranstaltung überhaupt für vertretbar hält, bereitete auch die Auswahl möglicher Teilnehmer Probleme, weil der Termin wiederum in Konkurrenz zum mit den USA, Brasilien, Kanada und Japan stark besetzten SheBelieves Cup steht und zudem die deutschen und die niederländischen Frauen zusammen mit den Belgierinnen ein eigenes Miniturnier („Three Nations. One Goal“) vereinbart haben. Dadurch kamen von den Top 10 der FIFA-Weltrangliste theoretisch nur noch Schweden, England und Australien als Gegner der auf Platz 3 dieser Liste stehenden Französinnen in Frage.
Erst Ende Januar gab die FFF grünes Licht, nachdem die Verbände aus Norwegen (11.), Island (16.) und der Schweiz (19.) zugesagt hatten. Ganz hochkarätig besetzt wäre das Tournoi de France diesmal also nicht gewesen. Andererseits hat Frankreich bis in den Herbst 2021 (Beginn der WM-Qualifikation für 2023) keinerlei Pflichtspiele mehr auszutragen, und Trainerin Diacre legte großen Wert darauf, ihren Kreis an Spielerinnen nicht nur gegen deutlich schwächere Teams kontinuierlich eingespielt zu halten. Allerdings sagte der norwegische Verband seine Teilnahme eine Woche vor Turnierbeginn ab, und nur einen Tag später folgte der isländische, was beide mit der internationalen gesundheitlichen Situation begründeten. Daraufhin stellte der französische Verband die Suche nach möglichen anderen Teilnehmern ein und sagte das Turnier am 11. Februar endgültig ab. Stattdessen kam es zu zwei Freundschaftsspielen gegen die Schweiz.
Ausgetragen werden hätte es vom 17. bis 23. Februar in der Region Grand Est mit den Spielorten Sedan (Stade Louis-Dugauguez) und Metz (Stade Saint-Symphorien) vor komplett leeren Rängen sollen.

## Das Turnier 2022

Stade Océane

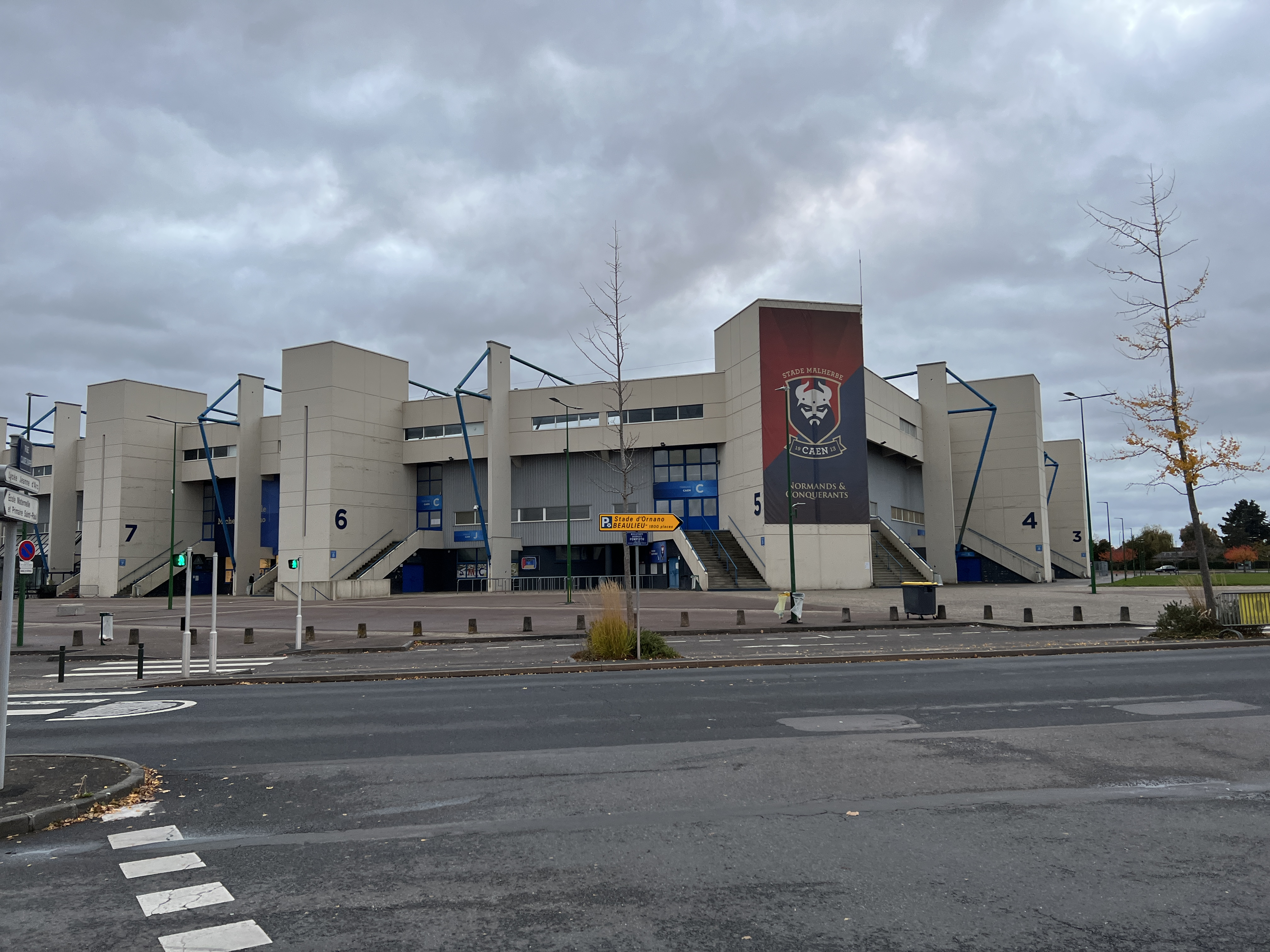
Stade Michel-d’Ornano

Im Februar 2022 fand das Tournoi de France, das für die Französinnen zugleich als Vorbereitung auf die Europameisterschaftsendrunde diente, in der Normandie statt. Spielorte waren Caen (Stade Michel-d’Ornano mit einer Kapazität von 21.500 Plätzen) und Le Havre (Stade Océane, 25.200 Plätze). Die FFF eröffnete am 27. Januar den Verkauf von Eintrittskarten; Zutritt erhielten ausschließlich Inhaber eines Impfnachweises (pass vaccinal oder, für unter 16-Jährige, pass sanitaire).
Weitere Teilnehmer waren die Niederlande, Brasilien – beide hatten bereits bei der Premiere 2020 teilgenommen – und Finnland. Damit waren drei Frauschaften aus den „Top Ten“ der Weltrangliste (Frankreich auf Rang 4, der amtierende Europameister Niederlande auf 5, Brasilien auf 7), dazu die Finninnen als 25. vertreten.
Von der Papierform her noch stärker besetzt war das erstmals organisierte, zeitgleiche Vier-Nationen-Turnier in England, worunter die Tableaus des Algarve- und des SheBelieves Cups zu leiden hatten.
Im Unterschied zur ersten Austragung bestritten die Gastgeberinnen diesmal nicht das Eröffnungsspiel; diese Partie zwischen Südamerika- und Europameister wurde von Stéphanie Frappart geleitet. Mit lediglich gut 3.600 Besuchern war der Zuschauerzuspruch beim Auftaktspiel der Bleues gegen Finnland so niedrig wie bei keiner Begegnung im französischen Mutterland seit August 2009.
| Pl. | Frauschaft  | Sp. | S | U | N | Tore    | Diff. | Punkte |
| --- | ----------- | --- | - | - | - | ------- | ----- | ------ |
| 1.  | Frankreich  | 3   | 3 | 0 | 0 | 010:200 | +8    | 09     |
| 2.  | Niederlande | 3   | 1 | 1 | 1 | 005:400 | +1    | 04     |
| 3.  | Brasilien   | 3   | 0 | 2 | 1 | 002:300 | −1    | 02     |
| 4.  | Finnland    | 3   | 0 | 1 | 2 | 000:800 | −8    | 01     |

| Mittwoch, 16. Februar 2022, 19:00 Uhr in Caen (1.182 Z.)     |   |             |           |
| Niederlande                                                  | – | Brasilien   | 1:1 (0:0) |
| Mittwoch, 16. Februar 2022, 21:10 Uhr in Le Havre (3.631 Z.) |   |             |           |
| Frankreich                                                   | – | Finnland    | 5:0 (3:0) |
| Sonnabend, 19. Februar 2022, 18:00 Uhr in Le Havre (441 Z.)  |   |             |           |
| Finnland                                                     | – | Niederlande | 0:3 (0:2) |
| Sonnabend, 19. Februar 2022, 21:10 Uhr in Caen (12.050 Z.)   |   |             |           |
| Frankreich                                                   | – | Brasilien   | 2:1 (1:1) |
| Dienstag, 22. Februar 2022, 18:30 Uhr in Caen (635 Z.)       |   |             |           |
| Brasilien                                                    | – | Finnland    | 0:0       |
| Dienstag, 22. Februar 2022, 21:10 Uhr in Le Havre (5.231 Z.) |   |             |           |
| Frankreich                                                   | – | Niederlande | 3:1 (2:0) |

Erfolgreichste Torschützin war Marie-Antoinette Katoto mit vier Treffern, gefolgt von ihrer Landsfrau Wendie Renard (drei). Je zweimal trafen Marta (Brasilien, beide Treffer per Strafstoß) sowie die Niederländerinnen Katja Snoeijs und Lineth Beerensteyn.
Direkte Auswirkung des Erfolgs der Französinnen – und begünstigt durch das gleichzeitige schwache Abschneiden Deutschlands beim Vier-Nationen-Turnier in England – war die Tatsache, dass die Bleues in der Weltrangliste vom März dieses Jahres wieder auf Platz drei vorrückten und damit zum ersten Mal überhaupt vor den deutschen Frauen eingeordnet waren.

## Das Turnier 2023
Die dritte Auflage des Tournoi de France fand Mitte Februar 2023 statt; es diente den Französinnen zugleich als Vorbereitung auf die Weltmeisterschaftsendrunde. Als Austragungsorte legte die FFF Angers (Stade Raymond-Kopa, 19.800 Plätze) und Laval (Stade Francis-Le Basser, 11.100 Plätze) in der Region Pays de la Loire fest.
Bei der Bekanntgabe von Termin und Stadien waren die weiteren teilnehmenden Teams noch nicht verpflichtet worden. Fünf Wochen später stand fest, dass diesmal Dänemark, Norwegen (beide auch für die WM qualifiziert) und Uruguay zugesagt haben; für alle drei war es die erste Teilnahme bei diesem Turnier. Allerdings gehörte keine der Gegnerinnen zur „ersten Reihe“ des Frauenfußballs: Norwegen belegte den 13., Dänemark den 18. und die Südamerikanerinnen lediglich den 67. Platz der zum Bekanntgabezeitpunkt aktuellen FIFA-Weltrangliste.
Eine hervorstechende Torjägerin gab es nicht: Sämtliche 15 Treffer waren von unterschiedlichen Spielerinnen erzielt worden. Für Frankreichs Trainerin Corinne Diacre, unter deren Führung die Bleues die ersten drei Turniere gewonnen hatten, war die Partie gegen Norwegen zugleich ihr letztes Spiel; 16 Tage danach entband die FFF sie von ihrer Funktion.
| Pl. | Frauschaft | Sp. | S | U | N | Tore    | Diff. | Punkte |
| --- | ---------- | --- | - | - | - | ------- | ----- | ------ |
| 1.  | Frankreich | 3   | 2 | 1 | 0 | 006:100 | +5    | 07     |
| 2.  | Dänemark   | 3   | 2 | 0 | 1 | 005:300 | +2    | 06     |
| 3.  | Norwegen   | 3   | 1 | 1 | 1 | 001:200 | −1    | 04     |
| 4.  | Uruguay    | 3   | 0 | 0 | 3 | 003:900 | −6    | 0      |

| Mittwoch, 15. Februar 2023, 18:00 Uhr in Angers (465 Z.)    |   |          |           |
| Norwegen                                                    | – | Uruguay  | 1:0 (1:0) |
| Mittwoch, 15. Februar 2023, 21:10 Uhr in Laval (7.409 Z.)   |   |          |           |
| Frankreich                                                  | – | Dänemark | 1:0 (1:0) |
| Sonnabend, 18. Februar 2023, 18:00 Uhr in Laval (683 Z.)    |   |          |           |
| Dänemark                                                    | – | Norwegen | 2:0 (1:0) |
| Sonnabend, 18. Februar 2023, 21:10 Uhr in Angers (9.070 Z.) |   |          |           |
| Frankreich                                                  | – | Uruguay  | 5:1 (3:1) |
| Dienstag, 21. Februar 2023, 18:00 Uhr in Laval              |   |          |           |
| Dänemark                                                    | – | Uruguay  | 3:2 (1:1) |
| Dienstag, 21. Februar 2023, 21:10 Uhr in Angers (11.445 Z.) |   |          |           |
| Frankreich                                                  | – | Norwegen | 0:0       |

## Gesamtüberblick
Die Teilnehmer und ihre Platzierungen werden links, die Gesamttabelle rechts dargestellt.
| Pl. |             | Sp. | S | U | N | Tore    | Diff. | Punkte |
| --- | ----------- | --- | - | - | - | ------- | ----- | ------ |
| 1.  | Frankreich  | 9   | 7 | 2 | 0 | 021:600 | +15   | 23     |
| 2.  | Niederlande | 6   | 1 | 4 | 1 | 008:700 | +1    | 07     |
| 3.  | Dänemark    | 3   | 2 | 0 | 1 | 005:300 | +2    | 06     |
| 4.  | Norwegen    | 3   | 1 | 1 | 1 | 001:200 | −1    | 04     |
| 5.  | Brasilien   | 6   | 0 | 4 | 2 | 004:600 | −2    | 04     |
| 6.  | Kanada      | 3   | 0 | 2 | 1 | 002:300 | −1    | 02     |
| 7.  | Finnland    | 3   | 0 | 1 | 2 | 000:800 | −8    | 01     |
| 8.  | Uruguay     | 3   | 0 | 0 | 3 | 003:900 | −6    | 0      |

|             | 2020 | 2022 | 2023 |
| ----------- | ---- | ---- | ---- |
| Frankreich  | 1.   | 1.   | 1.   |
| Niederlande | 2.   | 2.   | ---  |
| Brasilien   | 3.   | 3.   | ---  |
| Kanada      | 3.   | ---  | ---  |
| Finnland    | ---  | 4.   | ---  |
| Dänemark    | ---  | ---  | 2.   |
| Norwegen    | ---  | ---  | 3.   |
| Uruguay     | ---  | ---  | 4.   |